# روان‌ساز

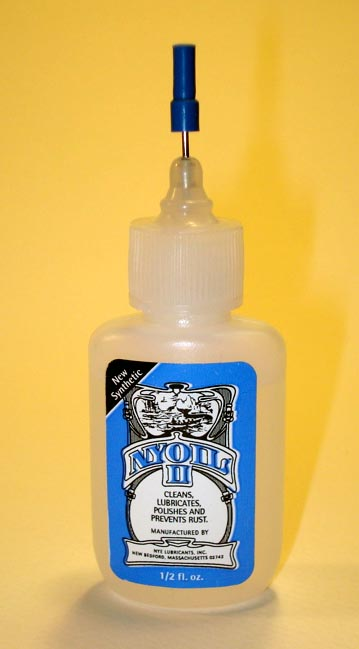
روان‌ساز هیدروکربن مصنوعی

روانساز (به انگلیسی: Lubricant) ماده‌ای (معمولاً به‌صورت مایع) است که به میان دو سطح در تماس با یکدیگر اعمال می‌شود تا اصطکاک و سایش را کاهش داده و بازدهی را افزایش دهد. روانسازها ممکن است همچنین برای حل کردن و انتقال ذرات یا انتقال حرارت نیز بکار روند.
روان‌ساز را مالش‌زدا هم نامیده‌اند.
مولکول‌های غول‌پیکر گرافیت، که همگی از اتمهای کربن درست شده‌اند، دوبعدی هستند. اینها به شکل جوشن‌های شش‌ضلعی تخت موازی به یکدیگر متصل شده‌اند. بندهای میان لایه‌ها از بندهای میان شش‌ضلعی‌ها ضعیف‌ترند و در نتیجه یک لایه به آسانی بر روی لایهٔ زیرین می‌لغزد. برای این است که گرافیت یکی از بهترین روان‌سازها شناخته شده‌است.

## فرمولاسیون
به طور معمول روان کننده ها حاوی 90٪ روغن پایه (اغلب از برش های نفتی ، به نام روغن های معدنی) و کمتر از 10٪ مواد افزودنی هستند . روغن های گیاهی یا مایعات مصنوعی مانند پلی اولفین های هیدروژنه ، استرها ، سیلیکون ها ، فلوروکربن ها و بسیاری دیگر گاهی به عنوان روغن پایه استفاده می شوند . افزودنی ها باعث کاهش اصطکاک و سایش ، افزایش ویسکوزیته ، بهبود شاخص ویسکوزیته ، مقاومت در برابر خوردگی و اکسیداسیون ، پیری یا آلودگی و غیره می شوند .

## انواع روانکار ها
روان کننده ها معمولاً از روغن های پایه به اضافه انواع مواد افزودنی برای ایجاد ویژگی های مطلوب تشکیل شده اند . اگرچه روانکارها معمولاً بر اساس یک نوع روغن پایه هستند ، مخلوطی از روغن های پایه نیز برای برآوردن الزامات عملکرد استفاده می شود .

### روغن های سینتتیکی:
- Polyalpha-olefin (PAO)
- Synthetic esters
- Polyalkylene glycols (PAG)
- Phosphate esters
- Perfluoropolyether (PFPE)
- Alkylated naphthalenes (AN)
- Silicate esters
- Ionic fluids
- Multiply alkylated cyclopentanes (MAC)